# Дзуппа инглезе
Дзуппа инглезе (итал. zuppa inglese) – итальянский десерт, характерный для центральной Италии, состоящий из бисквита, заварного крема и шоколада.

## История
Происхождение дзуппа инглезе доподлинно не известно. Согласно одной из теорий, он возник в XVI веке на кухне герцогов Эсте, правителей Феррары. Согласно этой теории, они попросили своих поваров воссоздать английский трайфл, которым наслаждались в Англии при елизаветинском дворе, где были частыми гостями. Тем не менее, рецепты этого блюда не зарегистрированы до конца XIX века, когда оно появилось в поваренных книгах Эмилии-Романьи, Лацио, Марке и Умбрии.

## Название
Слово zuppa («суп») в итальянской кухне относится как к сладким, так и к пикантным блюдам. Возможно это производное от глагола inzuppare, означающего «замочить», и так как бисквит или «дамские пальчики» обмакивают в ликёр, блюдо называется зуппа. Точно так же густая фасоль с овощным стью, а также стью с рыбой или моллюсками называются zuppa di verdure и zuppa di pesce соответственно.
Есть и другие теории относительно происхождения названия : 
- Название буквально переводится с итальянского как «английский суп», и на самом деле может означать его сходство с английским трайфлом. Другие считают, что это диалектическое искажение глагола inzuppare, означающего «макать» [5].
- Десерт изобретен неаполитанскими кондитерами Европы в XIX веке, вдохновленными английскими пудингами, которые были модными в то время [6].
- Этот десерт был одним из многих подарков лорду Нельсону от благодарных неаполитанцев после его победы над Наполеоном на Ниле в 1798 году. «English Soup», как его называли, был создан анонимным кондитером, восхищённый адмиралом, англичанами и их пропитанными алкоголем трайфлами [7].

## Приготовление
Чтобы приготовить дзуппа инглезе, бисквит или «дамские пальчики» окунают в Алькермес, ярко-красный ароматный ликер из итальянских трав. Затем чередуют с одним или несколькими слоями crema pasticciera, густого яичного заварного крема, приготовленного с большим кусочком лимонной цедры (впоследствии удаляемой). Часто шоколадный слой создается путем растворения темного шоколада в заварном креме. В Италии десерт иногда украшают сливками, безе или миндалем .
Этот десерт может готовиться в креманках или в форме и затем нарезаться порционно.
Дзуппа инглезе также популярный вкус джелато .